# Cogs
Cogs est un jeu vidéo de puzzle développé par Lazy 8 Studios, sorti en 2009 sur PC (Windows) puis sur iOS. Le jeu est disponible pour Mac OS X en 2011, puis pour Linux à l'occasion de la troisième édition du Humble Indie Bundle.

## Accueil

### Critique
- IGN : 7,3/10[1]

### Récompense
Cogs a été nommé à l'Independent Games Festival 2010 dans la catégorie Excellence en Design.